# Bär (Familienname)
Bär oder Baer ist ein Familienname.
Steht auch für:
- Beer (Architektenfamilie), Vorarlberger Architektenfamilien des Barocks, Stammfamilie der Familie Bär aus Andelsbuch

## Varianten
- Bähr
- Behr
- Beer (Familienname)
- Bear

## Namensträger

### A
- Abraham Baer (1834–1894), deutscher Chasan
- Abraham Adolf Baer (1834–1908), deutscher Mediziner und Sozialhygieniker
- Adolf Baer (1895–1963), Schweizer Bauingenieur
- Alexander Baer (* 1975), deutscher Politiker (SPD)
- Alwin Bär (1941–2000), niederländischer Pianist
- Andreas Bär (* 1965), deutscher Saxophonist und Komponist
- Anke Bär (* 1977), deutsche Illustratorin, Autorin und Kulturwissenschaftlerin
- Arthur Baer (Bugs; 1886–1969), US-amerikanischer Cartoonist und Journalist
- Artur Bär (eigentlich Bruno Arthur Bär; 1884–1972), deutscher Maler

### B
- Barbara Bär (* 1957), Schweizer Politikerin
- Bern von Baer (1911–1981), deutscher Generalmajor
- Bernhard Joseph Baer (1799–1864), deutscher Antiquar und Buchhändler
- Berthold A. Baer (1867–1924), deutsch-amerikanischer Mediziner, Schriftsteller und Übersetzer
- Bruno Baer, finnischer Schauspieler
- Buddy Baer (eigentlich Jacob Henry Baer; 1915–1986), US-amerikanischer Boxer und Schauspieler

### C
- Carl Baer (1833–1896), deutscher Jurist und Politiker, MdR
- Carl von Baer, siehe Karl Ernst von Baer
- Carina Bär (* 1990), deutsche Ruderin
- Carola Baer-von Mathes (1857–1940), österreichische Malerin
- Casimir Hermann Baer (1870–1942), deutscher Architekt und Bauhistoriker
- Chaim Bär (1858–1912), österreichischer Kapellmeister und Komponist, siehe Julius Bernhard Stern
- Christian Bär (Politiker) (1806–1872), deutscher Politiker, MdL Baden
- Christian Bär (Mathematiker) (* 1962), deutscher Mathematiker und Hochschullehrer
- Christian Ludwig von Baer (1699–nach 1748), deutscher Jurist
- Christian Maximilian Baer (1853–1911), deutscher Maler
- Claudia Bär (1980–2015), deutsche Kanutin
- Conrad Bär (1843 oder 1844–1890), Architekt (Bahnhof Zürich Affoltern)
- Curt Bär (1901–1981), deutscher Lehrer und Widerstandskämpfer

### D
- Daniel Baer (* 1977), US-amerikanischer Diplomat und Hochschullehrer
- Detlef Baer (* 1955), deutscher Politiker (SPD)
- Dieter Bär (* 1939), deutscher Volleyball-Trainer
- Dietmar Bär (* 1961), deutscher Schauspieler
- Dorothee Bär (* 1978), deutsche Politikerin (CSU), MdB, Staatsministerin und Bundesministerin
- Dow Bär von Mesritsch (genannt Maggid von Mesritsch; um 1710–1772), polnischer Rabbiner

### E
- Edi Bär (Edwin Bär; 1913–2008), Schweizer Musiker und Komponist
- Édouard Baer (* 1966), französischer Schauspieler
- Edwin Baer (Unternehmer) (1879–1949), Schweizer Unternehmer
- Edwin Baer (Antiquar) (1881–1965), deutscher Antiquar
- Elisabeth de Baer (geboren vor 1649; gestorben nach 1662), niederländische Schauspielerin
- Elkan Baer (1863–1939), deutscher Arzt
- Emil Bär (Historiker) (1859–1932), Schweizer Lehrer und Historiker
- Emil Baer (Orientalist) (1884–1945), Schweizer Pfarrer, Orientalist und Indologe
- Emil Baer (Diplomat) (1895–1942), deutscher Diplomat
- Ena von Baer (Übersetzerin) (1904–1983), deutsche Übersetzerin und Lyrikerin
- Ena von Baer (Politikerin) (* 1974), chilenische Politikerin
- Erich Baer (Chemiker) (1901–1975), deutsch-kanadischer Chemiker
- Erich Bär (Astronom) (1905–1981), deutscher Astronom
- Erich Bär (MfS-Mitarbeiter) (1916–2005), deutscher Offizier im Ministerium für Staatssicherheit
- Erik von Baer (Biologe, 1910) (1910–1965), deutscher Pflanzengenetiker, Agrologe und Unternehmensgründer
- Erik von Baer (Biologe, 1941) (* 1941), deutsch-chilenischer Pflanzengenetiker, Agrologe und Saatgutunternehmer
- Ernst Baer (1794–1843), deutscher Maler
- Ernst Bär (1919–1985), österreichischer Ingenieur und Festspielleiter
- Erwin Bär (* 1921), deutscher Politiker (DBD)
- Eugen Baer (* 1937), Philosoph und Theologe
- Eugen Bär (* 1951), russisch-deutscher Komponist

### F
- Franz Baer (Architekt) (1850–1891), deutscher Architekt
- Franz Josef Baer (Franz Joseph Bär; 1809–1890), deutscher Verwaltungsjurist im Staatsdienst des Großherzogtums Baden
- Franziska Bär (* 1993), deutsche Redakteurin und Autorin
- Frederik Johan van Baer (1645–1713), niederländischer Offizier
- Friedrich Bär (1908–1992), österreichisch-deutscher Chemiker und Mediziner
- Friedrich Bär (Chemiker, 1928) (* 1928), deutscher Chemiker
- Fritz Baer (Maler) (1850–1919), deutscher Maler
- Fritz Baer, Geburtsname von Yitzhak Baer (1888–1980), deutsch-israelischer Historiker
- Fritz Baer (Ministerialdirektor) (1901–1993), deutscher Beamter und Jurist

### G
- Gabriel Baer (1919–1982), israelischer Sozialhistoriker
- George Baer junior (1763–1834), US-amerikanischer Politiker
- George A. Baer (eigentlich Georg Adolf Baer; 1903–1994), Schweizer Grafiker und Buchbinder
- George Frederick Baer (1842–1914), US-amerikanischer Eisenbahnunternehmer
- Gerhard Baer (1934–2017), Schweizer Ethnologe und Museumsdirektor
- Gerhard Greiner-Bär (* 1941), deutscher Ingenieur und Heimatforscher
- Gert Bär (* 1946), deutscher Mathematiker
- Gertrud Baer (1890–1981), deutsche politische Aktivistin
- Gisela Bär (1920–1991), deutsche Bildhauerin
- Gottfried Bär (* 1952), österreichischer Tischtennisspieler
- Gottfried Wilhelm Baer (1811–1873), deutscher Orgelbauer
- Günter Baer (1923–2012), deutscher Brigadegeneral
- Günter Bär (* 1935), deutscher Fußballtorhüter
- Gustav Bär (1865–1925), Schweizer Mediziner
- Gustave Adolphe Baer (1839–1918), französischer Naturkundler

### H
- Hanania Baer (* 1943), israelischer Kameramann
- Hans Bär (der Ältere) (vor 1465–1502), Schweizer Unternehmer
- Hans Bär (der Jüngere) (vor 1484–1515), Schweizer Unternehmer, Bannerherr und Politiker
- Hans Bär (Maler), deutscher Maler
- Hans Bär (Verleger) (1925–2014), deutscher Verleger
- Hans J. Bär (Hans Julius Bär; 1927–2011), Schweizer Bankier
- Harald Bär (1927–1999), deutscher Berufsoffizier
- Harold Baer Jr. (1933–2014), US-amerikanischer Jurist
- Harry Bär, Pseudonym von Herbert Brumm (1909–1985), deutscher Schriftsteller und Fotograf
- Harry Baer (* 1947), deutscher Schauspieler, Produzent und Autor
- Heinrich Bär (Politiker) (1905–nach 1944), deutscher Politiker (NSDAP)
- Heinrich Bär (1913–1957), deutscher Jagdflieger, siehe Oskar-Heinrich Bär
- Heinrich von Baer (* 1943), deutsch-chilenischer Tiermediziner und Hochschullehrer
- Heinz-Werner Baer (1927–2009), deutscher Pädagoge und Naturwissenschaftler
- Herbert Baer (Ingenieur) (1881–1954), deutscher Ingenieur und Hochschullehrer
- Herbert Baer (Mediziner) (1898–1946), deutscher Mediziner
- Hermann Bär (1742–1814), deutscher Ordensgeistlicher und Historiker
- Hermann Joseph Baer (1811–1881), deutscher Antiquar
- Holger Bär (* 1962), deutscher Künstler
- Hubert Bär (1942–2015), deutscher Schriftsteller und Literaturwissenschaftler

### J
- Jakob Bär (1892–1971), Schweizer Fotograf
- Jean Baer (Jean L. Baer; 1923–1992), US-amerikanische Journalistin und Autorin
- Jean Georges Baer (1902–1975), Schweizer Naturforscher
- Jo Baer (1929–2025), US-amerikanische Malerin und Grafikerin
- Joachim Bär (* 1941), deutscher Leichtathlet
- Jodok Bär (1825–1897), österreichischer Arzt und Heimatforscher
- Jochen A. Bär (* 1967), deutscher Germanist
- Johan Bär (Admiral) (1620–1688), schwedischer Admiral
- Johan Bär (Oberstleutnant) (1673–1742), schwedischer Oberstleutnant und Festungskommandant
- Johann Bär (1855–1936), deutscher Politiker, MdL Bayern
- Johann Magnus von Baer (1765–1825), deutschbaltischer Politiker
- Johannes Bär (* 1983), österreichischer Musiker
- John Baer (Schauspieler) (1923–2006), US-amerikanischer Schauspieler
- John Miller Baer (1886–1970), US-amerikanischer Politiker
- Jörg Bär (* 1956), deutscher Fußballspieler und -trainer
- Joseph Baer (1767–1851), deutscher Buchhändler und Antiquar
- Joseph Alois Bär (1809–1890), deutscher Politiker, MdL Baden
- Josette Baer Hill (* 1966), Schweizer Philosophin und Hochschullehrerin
- Julius Bär (1857–1922), deutsch-schweizerischer Bankier
- Julius Baer (1876–1941), deutscher Internist
- Jürgen Bär (* 1968), deutscher Archäologe

### K
- Karl Baer (Lehrer) (1851–1931), deutscher Lehrer und Mathematiker
- Karl Bär (Mediziner) (1874–1952), österreichisch-italienischer Augenarzt und Politiker
- Karl Bär (Geistlicher) (1880–1968), deutscher Geistlicher
- Karl Bär (Agrarwissenschaftler) (1901–1946), deutscher Agrarwissenschaftler
- Karl Bär (Süßwarenfabrikant), deutscher Süßwarenfabrikant in Nürnberg, nach dem das von ihm ab 1913 hergestellte Lakritz als „Bärendreck“ benannt wurde
- Karl Bär (Politiker) (* 1985), deutscher Politiker (Bündnis 90/Die Grünen)
- Karl Ernst von Baer (1792–1876), deutsch-baltischer Mediziner und Naturforscher
- Karl M. Baer (1885–1956), deutsch-israelischer Schriftsteller
- Karoline Bär (* 1984), deutsche Schauspielerin
- Kathi Meyer-Baer (1892–1977), deutsch-amerikanische Musikhistorikerin und Musikbibliothekarin

### L
- Leo Baer (Antiquar) (Leopold Alfred Baer; 1880–1948), deutscher Antiquar und Kunsthistoriker
- Leo Baer (Unternehmer) (1889–1984), deutsch-kanadischer Unternehmer und Pilot
- Leo Baer (Offizier) (1918–2016), deutsch-US-amerikanischer Offizier und Nachrichtendienstmitarbeiter
- Leopold Joseph Baer (auch Leopold Joseph Bär; 1805–1861), deutscher Antiquar und Buchhändler
- Ludwig Bär (Theologe) (auch Ludwig Baer; 1479–1554), Schweizer Theologe und Humanist
- Ludwig Bär (Musiker) (auch Ludwig Baer; 1844–1900), deutscher Musiker, Sänger (Tenor) und Gesangspädagoge

### M
- Mama Baer (* 1981), deutsche Künstlerin, siehe Mama Baer und Kommissar Hjuler
- Manfred Bär (* 1962), deutscher Fußballspieler
- Marcel Bär (* 1992), deutscher Fußballspieler
- Marie von Baer (1866–1929), deutsche Schriftstellerin
- Martha Baer-Keller (Neri; 1903–1987), Schweizer Kindergärtnerin und Puppenspielerin
- Martin Baer (Künstler) (1894–1961), deutsch-amerikanischer Maler und Grafiker
- Martin Baer (Regisseur) (auch Martin Bär; * 1963), deutscher Regisseur und Kameramann
- Martina Bär (* 1976), deutsche katholische Theologin und Hochschullehrerin
- Matthäus Bär (* 1989), österreichischer Songwriter und Autor
- Max Bär (Archivar) (1855–1928), deutscher Historiker und Archivar
- Max Bär (Schauspieler) (* 2007), deutscher Jugenddarsteller
- Max Bär (Widerstandskämpfer) (1903–1944), österreichischer Widerstandskämpfer
- Max Baer (1909–1959), US-amerikanischer Boxer
- Michael Bär (* 1988), Schweizer Radrennfahrer
- Michael Ernst Bär (1855–1923), deutscher Unternehmer und Politiker, MdL Sachsen
- Monika Baer (* 1964), deutsche Malerin
- Moritz Baer (* 1997), deutscher Skispringer

### N
- Nicolas J. Bär (1924–2017), Schweizer Bankier

### O
- Olaf Bär (* 1957), deutscher Sänger (Bariton)
- Oliver Bär (* 1977), deutscher Politiker (CSU) und Landrat
- Orlando Bär (* 1990), schweizerischer Basketballtrainer
- Oskar-Heinrich Bär (1913–1957), deutscher Jagdflieger
- Oswald Bär (Mediziner, 1482) (1482–1567), Mediziner und Hochschullehrer
- Oswald Baer (Mediziner, 1847) (Riesengebirgs-Bär; 1847–1937), deutscher Augenarzt und Heimatforscher
- Oswald Baer (Maler) (1906–1941), österreichischer Maler
- Otto Baer (Unternehmer) (1880–1947), deutscher Unternehmer
- Otto Baer (Politiker) (1881–1966), deutscher Politiker (SPD)

### P
- Parley Baer (1914–2002), US-amerikanischer Schauspieler
- Patrick Bär (* 1980), deutscher Basketballtrainer
- Paul Baer (Verwaltungsbeamter) (1882–1957), deutscher Verwaltungsbeamter
- Paul Frank Baer (1896–1930), amerikanischer Pilot
- Paul N. Baer (vor 1925–2012), US-amerikanischer Zahnmediziner und Hochschullehrer
- Peter Baer (* 1936), Schweizer Maler
- Peter A. Bär (* 1960), österreichischer Bildhauer
- Philippe Bär (1928–2025), niederländischer Geistlicher, Bischof von Rotterdam
- Polyxenia von Baer (1904–1983), deutsch-russische Übersetzerin

### R
- Rainer Bär (1939–2022), deutscher Filmregisseur und Drehbuchautor
- Ralph Baer (1922–2014), US-amerikanischer Spieleentwickler
- Raymond J. Bär (* 1959), Schweizer Bankmanager
- Rebekka Baer, finnische Schauspielerin
- Reinhold Baer (1902–1979), deutscher Mathematiker
- Richard Baer (1911–1963), deutscher SS-Sturmbannführer
- Richard Bär (1892–1940), Schweizer Physiker und Bankier
- Robert Baer (* 1952), US-amerikanischer Geheimdienstmitarbeiter und Autor
- Robert Bär (* 1964), deutscher Musikpädagoge
- Robert Alexander Baer (* 1994), rumänisch-deutscher Schauspieler
- Roger Bär (1931–2021), Schweizer Diplomat
- Rolf Bär (1927–2008), Schweizer Jurist, Rechtswissenschaftler und Hochschullehrer
- Rolf Baer (1938–2017), deutscher Psychiater und Hochschullehrer
- Romy Bär (* 1987), deutsche Basketballspielerin
- Rosmarie Bär (* 1947), Schweizer Politikerin
- Ruben Baer (1939–1944), deutscher Junge, siehe Tana Berghausen und Ruben Baer
- Rudolf Baer (Rudolf Lewis Baer; 1910–1997), deutsch-US-amerikanischer Dermatologe
- Rudolf Bär (1927–2005), deutscher Maler
- Ruedi Baer (1942–2019), Schweizer Unternehmensgründer und Fußballfunktionär

### S
- Salomon Bär (1870–1940), deutscher Arzt und Schriftsteller
- Seligmann Baer (1825–1897), deutscher jüdischer Gelehrter
- Seligmann Bär Bamberger (1807–1878), deutscher Rabbiner
- Siegfried Bär, Pseudonym von Hubert Rehm (* 1951), deutscher Publizist, Autor und Verleger
- Silvio Bär (* 1978), Schweizer Klassischer Philologe
- Simon Leopold Baer (1845–1919), deutscher Antiquar
- Simone Bär (1965–2023), deutsche Castingdirektorin
- Stefan Bär (* 1963), deutscher Politiker
- Susanne Baer (* 1964), deutsche Rechtswissenschaftlerin und Hochschullehrerin

### T
- Theodor Baer (auch Theodor Bär; 1844–1895), Schweizer Maler
- Thomas Baer (* 1979/1980), Schweizer Lehrer, Sternwartenleiter und Fachjournalist

### U
- Udo Baer (* 1949), deutscher Pädagoge
- Ulrich Baer (Pädagoge) (* 1945), deutscher Pädagoge und Spieleerfinder
- Ulrich C. Baer (* 1966), deutscher Literaturwissenschaftler und Publizist

### V
- Volker Baer (1930–2016), deutscher Journalist und Publizist

### W
- Walter Bär (Maler) (1883–1973), Schweizer Maler
- Walter Bär (Politiker), deutscher Prokurist und Politiker (CDU), MdL Sachsen
- Walter Baer (Komponist) (1928–2015), Schweizer Komponist
- Walter Bär (Mediziner) (* 1946), Schweizer Rechtsmediziner
- Walter Bär-Vetsch (* 1953), Schweizer Betriebswirt und Heimatforscher
- Werner Bär (Bildhauer) (1899–1960), Schweizer Bankmanager, Bildhauer, Kunstsammler und Verbandsfunktionär
- Werner Baer (Musiker) (1914–1992), deutsch-australischer Musiker
- Werner Baer (Ökonom) (1931–2016), US-amerikanischer Ökonom
- Werner Siegbert Baer (1890–1943), deutscher Mathematiker
- Wilhelm Bär (Drucker) (1860–??), deutscher Buchdrucker
- Wilhelm Baer (Fabrikant) (1861–1939), Schweizer Seidenfabrikant
- Wilhelm Eugen Baer (1909–1977), Schweizer Maler und Grafiker
- Willi Baer (eigentlich Willi Bär; * 1951), deutscher Journalist, Geschäftsmann und Filmproduzent
- William Gustav Baer (1867–1934), Entomologe und Ornithologe
- William Jacob Baer (1860–1941), US-amerikanischer Maler
- Winfried Baer (1933–2011), deutscher Kunsthistoriker
- Wolfgang Bär (* 1960), deutscher Richter am Bundesgerichtshof

### Y
- Yitzhak Baer (geb. Fritz Baer; 1888–1980), deutsch-israelischer Historiker